# Jaboticaba (gemeente)
Jaboticaba is een gemeente in de Braziliaanse deelstaat Rio Grande do Sul. De gemeente telt 4.204 inwoners (schatting 2009).